# Matuska József
Felső-rásztokai Matuska József evangélikus lelkész, Hont vármegyei táblabiró.

## Élete
Lelkész Felsőrakoncán, illetve selyemtenyésztő intézet tulajdonosa volt.
Több gazdasági egylet rendes és a Bajor Királyi Selyemtenyésztő Társulat levelező tagja.

## Művei
- 1843/1845/1846 Oktatás a szederfa és selyembogár tenyésztéséről. Hontmegye rendelése következtében történt a közönség elé bocsátás. Buda.
- 1845 A gyümölcsfa tenyésztése és nemesítése tanítók és tanulók számára. Toldalékul pedig: a chinai zöld theának termesztése módjáról, 25 évi tapasztalását és a legjobb szerzők utmutatásait alapúl véve, e gazdasági ágnak a nép közt gyorsabb terjesztése végett. Buda. (németül és szlovákul is)
- 1851 Egy kertészeti titok. Gazdasági Lapok.